# William Bedford Van Lare
William Bedford Van Lare est né en 1904 à Kpong et mort en 1969, est juriste et diplomate ghanéen; il est juge à la Cour suprême du Ghana dans la première république et le Haut Commissaire ghanéen auprès du Canada dans le cadre du régime Conseil de libération nationale (en).

## Jeunesse et éducation
William est né en 1904 à Kpong dans la région de Volta à William Ludwig Van Lare, négociant et Wilhemina Fiawonu Van Lare (née Amegashie) de Keta.
Il effectue son enseignement initial à l'école de la Mission de Brême, Keta et son enseignement secondaire à l'école Mfantassipim, sur la Costa del Cabo. Il obtient son baccalauréat en droit à l'University College, Londres, un collège constitutif de l'Université de Londress et poursuit ses études au Lincoln's Inn, Londres pour son certificat de Barrister-at-Law ,,.

## Carrière
Il enseigne à l'école Mfantassipim et dans les école Mfantsipim (en) du gouvernement d'Accra et d'Obo. Il est appelé au barreau en 1937 et travaille dans des chambres avec son ami Kofi Adumua Bossman (en), qui devient également juge de la Cour suprême. En 1943, il est nommé juge, travaillant à Cape Coast, Accra et Kumasi. Il exerce les fonctions de secrétaire principal de la Cour d'appel d'Afrique de l'Ouest en 1948 et 1950. En 1952, il est juge Puisné à la banque supérieure et en 1957 il est juge à la Cour d'appel et juge suprême la même année. Il démissionne en 1963 lorsque la Cour suprême acquitte Tawia Adamafio (en) et d'autres accusés de trahison en décembre 1963. Il est membre fondateur de l'Académie ghanéenne des arts et des sciences en 1959 et trésorier de l'Académie,,.
En 1966, il est nommé Haut Commissaire ghanéen pour le Canada par le gouvernement du Conseil de libération nationale (en),,,,,.

## Honneurs
Le titre de Compagnon de l'Ordre de St. Michael et St. George (C.M.G.) lui est conférée par Élisabeth II,.
Il reçoit du Gouvernement libanais le grade de commandant de l'Ordre national du cèdre.
En 1967, le Gouvernement ghanéen lui décerne la Grande Médaille du Ghana,,.

## Famille
Il est le petit-fils de Charles Leone Van Lare, d'Accra et le petit-fils de Mantse Nii Akrashie I de James Town, à Accra. Il est marié à Alice Van Lare et ont quatre enfants,.

## Décès
Il est mort le 3 septembre 1969 à Accra après une brève maladie. Il reçoit des funérailles d'Etat avec des honneurs complets sur ordre de l'ancien gouvernement, le Conseil de libération nationale (en) ,.